# 성준모 (경기도의원)
성준모(成峻模, 1966년 12월 21일 ~ )은 대한민국 경기도의회 의원이다.

## 학력
- 수원대학교 토목공학과 졸업
- 한양대학교 기업경영대학원 경영학 석사

## 경력
- 천정배 국회의원 특별보좌역
- 신안산선(청량리-선부동-반월공단) 유치위원장
- 2006.07 ~ 2010.06: 제5대 경기도 안산시의회 의원
- 2010.07 ~ 2014.06: 제6대 경기도 안산시의회 의원
  - 2010.07 ~ 2012.06: 제6대 경기도 안산시의회 전반기 도시건설위원회 위원장
- 2014.07 ~ 2018.05: 제7대 경기도 안산시의회 의원
  - 2014.07 ~ 2016.06: 제7대 경기도 안산시의회 전반기 의장
- 2018.07 ~ 2022.06: 제10대 경기도의회 의원

## 역대 선거 결과
|  | 31.03% |

|  | 18.40% |

|  | 31.19% |

|  | 20.26% |

|  | 58.13% |